# Enrique Porta Guíu
Enrique Porta Guíu (Villanueva de Gállego, Aragó, 17 de desembre de 1944) és un exfutbolista aragonès guanyador en una ocasió del Trofeu Pichichi.

## Biografia
Porta inicià la seva trajectòria futbolística en equips locals fins que ingressà com a juvenil en les categories inferiors del Reial Saragossa. Això no obstant, començà a destacar a les files de la Sociedad Deportiva Huesca la temporada 1967/68, quan marcà 34 gols, fet que li valgué per fitxar pel Granada Club de Fútbol de primera divisió.
Els seus inicis al club andalús foren complicats, perquè l'obligaren a jugar de defensa i tan sols disputà 5 partits. La temporada següent encara fou més complicada, perquè fou descartat pel tècnic Néstor Rosi i fou obligat a jugar amb l'equip filial, malgrat que Porta ja comptava amb 26 anys.
La temporada 1970/71 tornà al primer equip, això no obstant, no fou fins a la temporada següent que començà a jugar regularment i on anotà 20 gols, fet que li valgué per alçar-se amb el Trofeu Pichichi com a màxim golejador de la categoria.
Porta jugà amb el Granada fins a l'any 1975, quan retornà a Aragó per jugar dues temporades a les files del Reial Saragossa abans de retirar-se.